# آرنو مندی
آرنو مندی (انگلیسی: Arnaud Mendy؛ زادهٔ ۱۰ فوریهٔ ۱۹۹۰) بازیکن فوتبال اهل فرانسه است.
از باشگاه‌هایی که در آن بازی کرده است می‌توان به باشگاه فوتبال دربی کانتی، باشگاه فوتبال ترانمره راورز، باشگاه فوتبال مکلسفیلد تاون، باشگاه فوتبال لوتون تاون، باشگاه فوتبال وایت‌هاوک، باشگاه فوتبال ولینگ یونایتد، باشگاه فوتبال لینکولن سیتی، و باشگاه فوتبال گریمزبی تاون اشاره کرد.
وی همچنین در تیم ملی فوتبال گینه بیسائو بازی کرده است.